# Nawdm
Le nawdm, aussi appelé Losso, est une langue gur parlée au Togo et au Ghana. On dénombre environ 190 000 locuteurs du nawdm au Togo et 8 000 au Ghana.

## Nawdm au Ghana
Le nawdm est parlé dans la Région du Grand Accra  et la Région d'Oti. Il est connu sous plusieurs noms dont « losso » (ou « lossu ») et « nawdm » (parfois orthographié « naoudem » ou « nawdam »). Le premier de ces termes est impropre et ambigu. Il est donné par d'autres groupes linguistiques pour désigner les Lamba (ceux qui ne parlent pas le Nawdm) et les Nawdba (ceux qui parlent le Nawdm).

## Nawdm au Togo
Il est parlé dans la Préfecture de Doufelgou (préfecture d'origine) qui est située dans la Région de Kara, précisément dans les cantons du Togo Niamtougou, Koka, Baga, Ténéga et Siou. Le nawdm est également parlé dans les villages de Bogawaré et Kawa-Bas dans le canton de Pouda et dans le village de Koré-Nata dans le canton de Massédéna, toujours dans la préfecture de Doufelgou. Historiquement, ces derniers sont les descendants du village de Banaa, autrefois situé à peu près à égale distance de Koka, Ténéga et Siou-Kpadb, à la périphérie de ce qu'on appelle aujourd'hui la SORAD (de la Société de Refinancement et de Développement), d'où ils furent chassés par les habitants de Baga peu avant l'arrivée des Allemands. Les voisins immédiats des Nawdba dans cette préfecture sont : au Nord, les Lamba de Défalé ; au Sud, les Kabyè de Pya ; à l'est, les Kabyè de Massédéna et Pesseré ; à l'ouest, les Lamba d'Agbandé et de Yaka.

## Origine des Nawda
Selon les classifications les plus récentes de Bendor-Samuel en 1989 et celles de Heine et Nurse en 2004, le Nawdm appartient au groupe Yom-Nawdm de la sous-famille Oti-Volta des langues centrales Gur ou Voltaïques, la famille Gur étant elle-même une branche des langues Niger-Congo. Ces classifications s'appuient sur les travaux de linguistique historique et comparée de Gabriel Manessy qui a démontré que le Nawdm n'était pas, comme certains l'avaient initialement cru, un dialecte du mooré, mais une langue qui, tout en étant certainement apparentée au mooré, appartient cependant à une autre langue. sous-groupe linguistique.
Le terme Losso est une désignation locale vague, jamais employée par les linguistes, désignant à la fois les peuples Nawdm et Lamba.

## Alphabet Nawdm
| A | B | D | E | Ɛ | F | G | Gw | Gb | H | Ĥ | I | J | K | Kw | Kp | L | M | N | Ny | Ŋ | Ŋm | O | Ɔ | R | S | T | U | V | W | Y |
| a | b | d | e | ɛ | f | g | gw | gb | h | ɦ | i | j | k | kw | kp | l | m | n | ny | ŋ | ŋm | o | ɔ | r | s | t | u | v | w | y |

Pour distinguer une séquence de deux consonnes et une consonne représentée par deux lettres, le tréma est utilisé sur les premières lettres de la séquence de deux consonnes, par exemple : la séquence de consonnes (g̈w, g̈b, n̈y, ŋ̈m).
La lettre majuscule Ĥ correspond à la lettre minuscule ɦ (la correspondance habituelle serait Ĥ/ĥ et Ɦ/ɦ).
Le ton aigu est désigné par l'accent aigu et le ton grave est désigné par l'accent grave, bien que dans l'écriture habituelle, le ton ne soit écrit que dans les pronoms.

## Influences
Une troupe de théâtre togolaise a utilisé une expression en nawdm pour se nommer : Kadam-Kadam ("ça bouge, ça bouge").